# Kensho
Kenshō (見性) (em chinês: Wu) é um termo em japonês para a experiência da iluminação — mais frequentemente utilizada no Zen Budismo.
Kensho significa literalmente "ver a própria natureza" ou "verdadeiro eu." Em geral "refere-se à realização da não-dualidade entre o sujeito e o objeto." Frequentemente usado como sinônimo de satori (ou, "alcançar"), algumas vezes são empregados distintamente no sentido de que algumas pessoas consideram que o satori é qualitativamente mais profundo. As experiências de kensho são cumulativas no sentido de que podem transformar-se de algumas sugestões iniciais até a natureza da mente, ou mesmo até a realização da natureza búdica.